# San Jose (Tarlac)
San Jose ist eine philippinische Stadtgemeinde in der Provinz Tarlac. Sie hat 36.253 Einwohner (Zensus 1. August 2015).

## Baranggays
San Jose ist administrativ in 13 Baranggays unterteilt.
| - Burgos - David - Iba - Labney - Lawacamulag | - Lubigan - Maamot - Mababanaba - Moriones | - Pao - San Juan de Valdez - Sula - Villa Aglipay |